# Contea di Fürstenberg-Fürstenberg
La contea di Fürstenberg-Fürstenberg fu uno stato storico situato a sud del Baden-Württemberg, in Germania. Prendeva il nome dal castello di Fürstenberg. La contea si originò dalla partizione della contea di Fürstenberg nel 1408. Alla morte dell'unico conte, Enrico VIII, venne divisa tra il Fürstenberg-Baar ed il Fürstenberg-Geisingen.

## Conti di Fürstenberg-Fürstenberg
- Enrico VII (1408 - 1441)